# Paul Husfeldt
Paul Jürgen Husfeldt (* 3. März 1909 in Kiel; † 29. Dezember 1972 ebenda) war ein deutscher Politiker (CDU). Er war von März bis November 1946 Präsident des Landtages von Schleswig-Holstein.

## Leben und Beruf
Husfeldt war evangelischer Pastor. 1939 erfolgte seine Promotion zum Dr. theol. an der Christian-Albrechts-Universität Kiel mit der Arbeit Studien zum Problem des Gesetzes in der Theologie Luthers. Danker und Lehmann-Himmel charakterisieren ihn, der nie der NSDAP beitrat, in ihrer Studie über das Verhalten und die Einstellungen der Schleswig-Holsteinischen Landtagsabgeordneten und Regierungsmitglieder der Nachkriegszeit in der NS-Zeit als „angepasst-ambivalent“. Hertz stuft Husfeldt auf der Grundlage gehaltener Predigten und Konfirmandenstunden als NS-konform ein.
Nach ihm ist der Pastor-Husfeldt-Park an der Feldstraße in Kiel benannt, in dem 2008 ein Partikeltherapiezentrum gebaut wurde. Sein Grab befindet sich auf dem Parkfriedhof Eichhof bei Kiel.

## Abgeordneter
Husfeldt gehörte von 1946 bis 1947 den beiden von der britischen Besatzungsmacht ernannten Landtagen von Schleswig-Holstein an. Dort war er vom 11. April bis zum 11. November 1946 Landtagspräsident und von Dezember 1946 bis März 1947 Vorsitzender des Ausschusses für Volksbildung und Erziehung.
Im Mai 1946 regte Husfeldt einen Beschluss an, auch Zuschauer zu den Landtagssitzungen zuzulassen, was seither möglich ist.